# Vicki Michelle
Vicki Michelle (Chigwell, 14 december 1950) is een Engelse actrice. Ze is vooral bekend van haar rol als 'Yvette Carte-Blanche' in de Britse comedy-serie 'Allo 'Allo!
Vicki Michelle is geboren in Chigwell, Londen. Ze komt uit een familie van theateracteurs. Ze volgde een opleiding op de Aida Foster Theatre School. Haar rol in 'Allo 'Allo! bezorgde haar internationale bekendheid. Na 'Allo 'Allo! speelde ze in diverse films, series en theaterstukken.

## Filmografie
- If There Weren't Any Blacks You'd Have to Invent Them (televisiefilm, 1968) – verpleegster
- Softly Softly (televisieserie) – Reen (afl. "Safe in the Streets?", 1970), Rae (afl. "The Floater", 1971), Wanda Harris (afl. "The Loudmouth", 1973)
- Virgin Witch (1972) – Betty
- Whatever Happened to the Likely Lads? (televisieserie) – Madelyn (afl. "The Ant and the Grasshopper", 1974)
- Alfie Darling (1975) – aantrekkelijke jongedame
- En la cresta de la ola (1975) – rol onbekend
- The Likely Lads (1976) – Glenys
- Queen Kong (1976) – bemanningslid (niet op aftiteling)
- The Two Ronnies (televisieserie) – rol onbekend (episode 5.1, 1976; episode 5.6, 1976)
- Space: 1999 (televisieserie) – Barbara (afl. "The Taybor", 1976)
- The Sentinel (1977) – meid op tv (niet op aftiteling)
- Spectre (televisiefilm, 1977) – tweede huishoudster
- The Goodies (televisieserie) – verpleegster (afl. "Rock Goodies", 1977)
- The Greek Tycoon (1978) – Nico's vriendin
- The Professionals (televisieserie) – Jo (afl. "Hunter/Hunted", 1978), Tina (afl. "The Untouchables", 1983)
- Come Back Mrs. Noah (televisieserie) – de huishoudster (afl. "The Housing Problem", 1978)
- The Dawson Watch (televisieserie) – rol onbekend (afl. "Crime", 1979; afl. "Health", 1979; afl. "The Media", 1979)
- George & Mildred (1980) – Bishops tweede dame
- Sweet William (1980) – meid op vliegveld
- Minder (televisieserie) – Sarah Jane (afl. "Don't Tell Them Willie Boy Was Here", 1980)
- Don't Rock the Boat (televisieserie) – Janet (afl. "Combat Fatigue", 1982)
- 'Allo 'Allo! (televisieserie) – Yvette Carte-Blanche (85 afl., 1982 en 1984-1992)
- Are You Being Served? (televisieserie) – stem op C.B. (afl. "Calling All Customers", 1983, stem)
- Cannon & Ball (televisieserie) – rol onbekend (episode 6.3, 1984)
- 'Allo 'Allo! at the London Palladium (tv-special, 1988) – Yvette Carte-Blanche
- Noel's House Party (televisieserie) – rol onbekend (episode 4.18, 1995; episode 5.7, 1995)
- Gayle's World (televisieserie) – gast (episode 1.3, 1997; episode 1.4, 1997)
- The Colour of Funny (1999) – Peggy Lynch
- All in the Game (televisiefilm, 2006) – Emma
- Emmerdale Farm (televisieserie) – Patricia Foster (episode 1.4770, 2007; episode 1.4927, 2008)